# Anna Ernestyna Augustynowicz

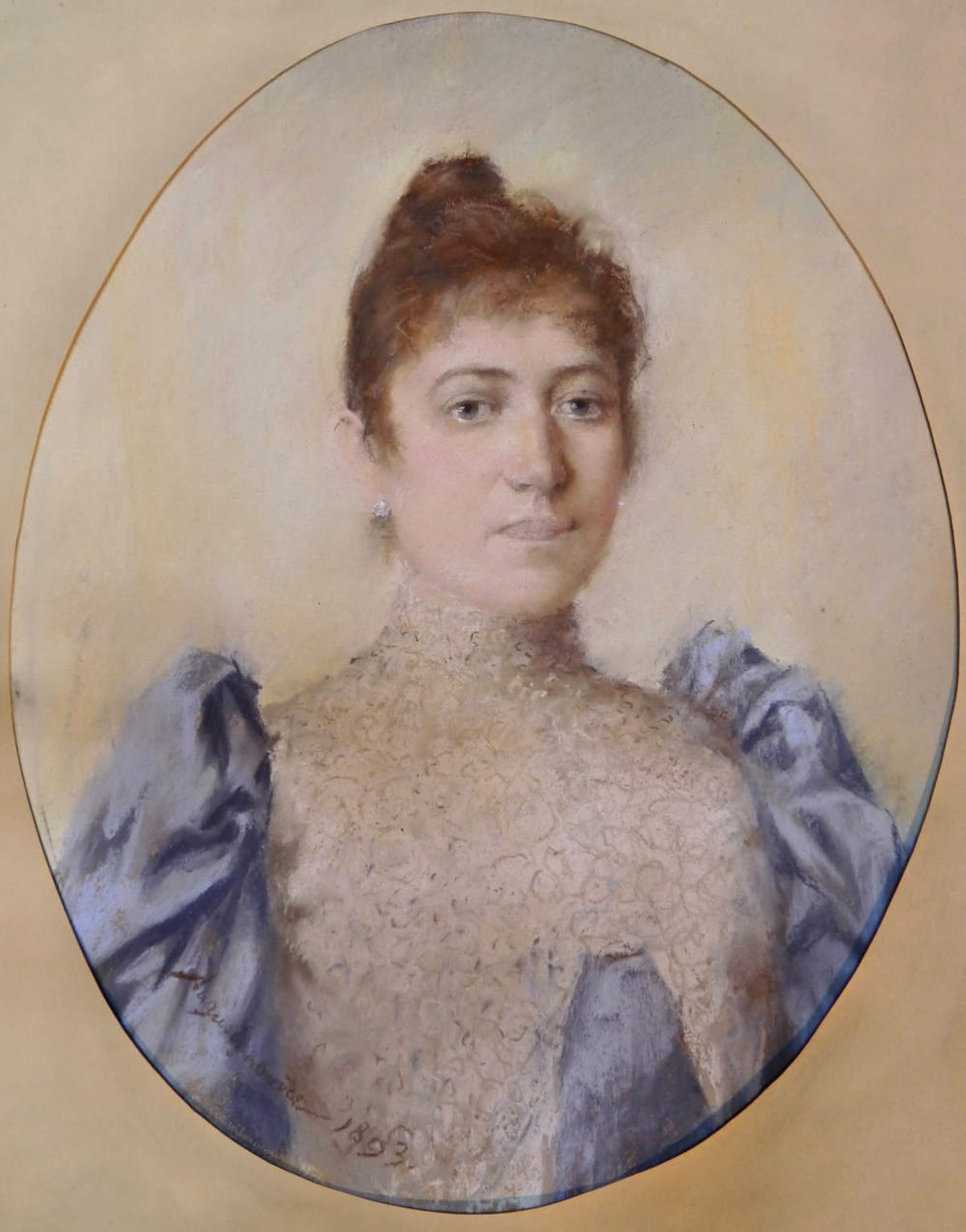
Anna Ernestyna Augustynowicz (obraz Aleksandra Augustynowicza - 1906)

Anna Ernestyna Augustynowicz z Czemeryńskich (ur. 21 lipca 1868 we Lwowie - zm. w 1940 w Warszawie) – polska dziennikarka, działaczka ruchu kobiecego i feministycznego.
Ukończyła szkołę wydziałową sióstr benedyktynek oraz wyższe kursy nauczycielskie we Lwowie. W okresie nauki szkolnej, od 1888 należała do tajnej organizacji młodzieżowej im. Agatona Gillera.  Czynna członkini Koła Pań we Lwowie. Była sekretarką pawilonu Koła Pań na wystawie krajowej we Lwowie (1894). W 1894 wydała także tomik poezji. Od 1906 redaktorka naczelna pisma dla kobiet wiejskich "Zorze Ojczyste". Współpracowała także z czasopismami: "Niedziela", "Tydzień", "Mały Światek", "Bluszcz". Członkini wydziału i wiceprzewodnicząca Związku Równouprawnienia Kobiet we Lwowie (1909-1914). Uczestniczka i członkini Komitetu Zjazdu Kobiet Polskich Polskich w Krakowie (28-29 czerwca 1914 roku).
Od 1914 należała do Związku Strzeleckiego we Lwowie. Po wybuchu I wojny światowej przeniosła się wraz z mężem do Zakopanego, gdzie mieszkali od 1914 do 1921. Tu kontynuowała działalność w ruchu niepodległościowym pracując m.in. w Intendenturze Legionów. Przewodnicząca Koła Ligi Kobiet Galicji i Śląska w Zakopanem oraz przewodniczącą sekcji agitacyjno-oświatowej. Uczestniczka wszystkich zjazdów ogólnokrajowych tej organizacji. Po połączeniu organizacji kobiecych z Galicji i Królestwa członkini zarządu Ligi Kobiet Polskich w Warszawie. W listopadzie 1918 członkini i zastępca sekretarza zakopiańskiej Rady Narodowej. W okresie wojny polsko-bolszewickiej członkini Powiatowego Komitetu Obrony Ojczyzny w Nowym Targu.
W okresie międzywojennym mieszkała wraz z mężem w Poznaniu. Była wieloletnią redaktorką pisma "Pani Domu". Członkini Związku Pracy Obywatelskiej Kobiet. Po wybuchu II wojny światowej przeniosła się wraz z mężem do Warszawy, gdzie zmarła.

## Życie prywatne
Córka Ignacego Czemeryńskiego i Ernestyny. Od 1895 żona artysty malarza Aleksandra Augustynowicza, z którym miała trzy córki: Stanisławę (ur. 1897) - żonę lekarza chirurga Antoniego Jurasza, Zofię (1899–1938) i Aleksandrę z męża Kozłowską (ur. 1901).